# Nicky Jam
Nicky Jam, właśc. Nick Rivera Caminero (ur. 17 marca 1981 w Bostonie) – amerykański wokalista i autor tekstów piosenek pochodzenia dominikańsko-portorykańskiego.
Popularność przyniosły mu m.in. utwory: „Travesuras”, „Te Busco” (z Cosculluela), „El Perdón”, „Hasta el Amanecer”, i „El Amante”. W maju 2018 roku wraz z Erą Istrefi i Willem Smith nagrał oficjalną piosenkę Mistrzostw świata w piłce nożnej w Rosji pod tytułem „Live It Up”.
Singiel „El Perdón”, utwór wykonywany z Enrique Iglesiasem, uzyskał w Polsce status potrójnie diamentowej płyty, a singiel „X” (wraz z J Balvinem) – platynowej płyty.

## Dyskografia
- Haciendo Escante (2001)
- Vida Escante (2004)
- The Black Carpet (2007)
- Fénix (2017) – złota płyta w Polsce[5]
- Intimo (2019)[6]
- Infinity (2021)
- Insomnio (2024)
- Sunshine (2025)

## Filmografia[7]
| Rok  | Tytuł                 | Rola      |
| ---- | --------------------- | --------- |
| 2017 | xXx: Reaktywacja      | Lazarus   |
| 2018 | Nicky Jam: El Ganador | Nicky Jam |
| 2020 | Bad Boys for Life     | Zway-Lo   |